# Video Game Orchestra
Video Game Orchestra（ビデオゲームオーケストラ、通称「VGO」）は、アメリカ合衆国ボストンを拠点にする、ロックバンド、ボーカリスト、オーケストラが一体となってゲーム音楽を演奏するプロジェクト。
沖縄県那覇市出身でボストン在住の音楽プロデューサー・作編曲家の仲間将太が総合プロデュース・編曲を手掛けている。彼は音楽の名門バークリー音楽大学とボストン音楽院の卒業生である。
2009年3月のボストン公演をきっかけに知名度が急上昇し、アメリカ全土の数々のイベントに出演。2010年4月に開催されたアメリカ東海岸最大のイベントAnime Bostonにてヘッドライナーとして出演。アンコール曲の「片翼の天使」では、著名なゲーム音楽家である植松伸夫がサプライズでステージに登場しハモンドオルガンで演奏に参加した。2011年4月には世界的な指揮者である小澤征爾が率いてた事でも有名なボストン交響楽団の本拠地ボストン・シンフォニー・ホールで、同会場の歴史上初のゲーム音楽コンサートを行った。
その後は精力的に世界各地でツアーを行っている。2019年にメインイベントとして出演した約35万人を動員するBrazil Game Showでのライブの模様はブラジル全土で放送された。
『ファイナルファンタジー』公式コンサート「Distant Worlds 〜Music from Final Fantasy〜」、『ゼルダの伝説』公式コンサート「The Legend of Zelda: Symphony of the Goddesses」「Video Games Live」など他のコンサートとのコラボレーションも積極的に行っている。
また、2013年にはVGOから派生した音楽制作・コンサートプロダクション会社「soundtrec」を仲間将太氏が立ち上げ、『ゴッドイーター』、『CODE VEIN』、『ライトニング リターンズ ファイナルファンタジーXIII』、『キングダム ハーツ HD 2.5 リミックス』、『ファイナルファンタジーXV』、『Mages of Mystralia』、『Re: Legend』、『No Straight Roads』、『Tales of Astaria』『New Super Lucky Tale』など、インディーから大作まで、様々なビデオゲームのサウンドトラック制作録音に関わっている。